# Archibald Berkeley Milne
Archibald Berkeley Milne (ur. 2 czerwca 1855 w Londynie, zm. 5 lipca 1938 w Musselburghu) – brytyjski admirał, dowodzący Flotą Śródziemnomorską Royal Navy w pierwszych miesiącach I wojny światowej.

## Życiorys
Archibald Berkeley Milne pochodził z rodziny o silnych tradycjach służby w marynarce. Jego dziadkiem był wiceadmirał z czasu wojen napoleońskich David Milne, ojcem zaś admirał Alexander Milne, Pierwszy Lord Morski w latach 1866–1868 i 1872–1876.
Do Royal Navy wstąpił w 1869 roku. W 1876 roku otrzymał promocję na stopień kapitana marynarki (Lieutenant). Nie znajdując możliwości wyróżnienia się w służbie na morzu, postarał się o przydział do armii lądowej, jako adiutant lorda Chelmsforda w wojnie zuluskiej 1879 roku i został ranny w bitwie pod Ulundi. W 1882 roku uczestniczył w bitwie pod Tel-el-Kebir podczas tłumienia powstania Arabiego Paszy w Egipcie. W 1884 roku został awansowany do stopnia komandora porucznika (Commander), w 1891 roku komandora (Captain).
Następne lata spędził dowodząc jachtami rodziny królewskiej, ciesząc się przyjaźnią księcia Walii, późniejszego króla Edwarda VII i jego żony Aleksandry. Stanowisko to przyniosło mu kolejny awans, na stopień kontradmirała (Rear-Admiral) w 1904 roku. Od 1905 roku obejmował różne stanowiska dowódcze w Atlantic Fleet i Home Fleet. Taki tryb kariery, oparty na koneksjach, stał się przedmiotem krytyki między innymi ze strony ówczesnego Pierwszego Lorda Morskiego, Johna Fishera, co spowodowało, że w latach 1910–1912 Archibald Berkeley Milne pozostawał bez formalnego przydziału służbowego. Pomimo to w 1911 roku awansował do stopnia admirała (Admiral), a w 1912 roku został kawalerem Królewskiego Orderu Wiktoriańskiego i, nie bez poparcia ze strony króla Jerzego V i Pierwszego Lorda Admiralicji Winstona Churchilla, został mianowany głównodowodzącym Floty Śródziemnomorskiej.
Na tym stanowisku zastał go wybuch I wojny światowej. Głównym problemem, jaki stanął przed admirałem Milne w pierwszych dniach konfliktu, była obecność na Morzu Śródziemnym niemieckiej Eskadry Śródziemnomorskiej (Mittelmeerdivizion), składającej się z krążownika liniowego „Goeben” i lekkiego „Breslau” a dowodzonej przez kontradmirała Wilhelma Souchona. Zgodnie z rozkazami Admiralicji, Flota Śródziemnomorska miała po rozpoczęciu działań wojennych zapobiec jakimkolwiek próbom zaatakowania przez Niemców francuskich transportów z wojskiem, płynących z Afryki Północnej do Europy. Zgodnie z tymi rozkazami i posiadaną wiedzą o dyslokacji okrętów niemieckich, admirał Milne rozmieścił swoje siły w pobliżu portów południowych Włoch, blokując przede wszystkim wyjścia na zachód. Dwa z podległych mu krążowników liniowych napotkały 4 sierpnia 1914 roku eskadrę admirała Souchona, płynącą w stronę Mesyny po zbombardowaniu obiektów na wybrzeżu Algierii, jednak ponieważ Wielka Brytania nie była jeszcze formalnie w stanie wojny z II Rzeszą, ograniczyły się wyłącznie do śledzenia niemieckich jednostek, tracąc kontakt w nadciągających ciemnościach.
W kolejnych dniach miał miejsce pościg okrętów brytyjskich za niemieckimi, zdążającymi w stronę Konstantynopola. W efekcie pomyłek i błędnych decyzji, zarówno Admiralicji, jak i admirała Milne’a i jego podwładnych oraz złej koordynacji działań z flotą francuską, eskadra admirała Souchona dotarła 10 sierpnia, niemal nie niepokojona, do portu przeznaczenia. Wywołało to oburzenie opinii publicznej w Wielkiej Brytanii i osobiście admirała Johna Fishera, który znów objął stanowisko Pierwszego Lorda Morskiego. W efekcie pod koniec sierpnia 1914 roku admirał Milne został pozbawiony dowództwa Floty Śródziemnomorskiej, zaś jednego z jego podkomendnych, kontradmirała Ernesta Troubridge’a, postawiono przed sądem wojennym, który ostatecznie oczyścił go jednak z zarzutów. Admirał Milne pozostawał w dyspozycji marynarki, bez konkretnego przydziału, aż do końca swej służby w 1919 roku. W dwa lata później napisał książkę The Flight of Goeben and Breslau: An Episode in Naval History, w której bronił swoich działań i decyzji.
Archibald Berkeley Milne zmarł w Musselburghu w Szkocji 4 lipca 1938 roku.